# 4246 Telemann
4246 Telemann este un asteroid din centura principală, descoperit pe 24 septembrie 1982 de Freimut Börngen.